# Trio
Cet article concerne le trio en musique. Pour les autres significations, voir Trio (homonymie).
Pour les articles ayant des titres homophones, voir Triaud et Tryo.

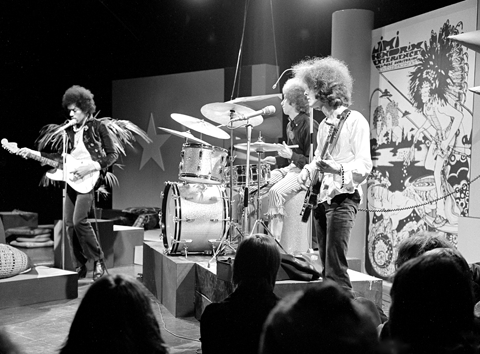
The Jimi Hendrix Experience en 1967 : une guitare, une batterie et une basse.

Un trio (mot repris de l'italien) désigne un groupe de trois éléments, souvent de trois personnes. En musique, un trio, intermédiaire entre le duo et le quatuor, désigne : 

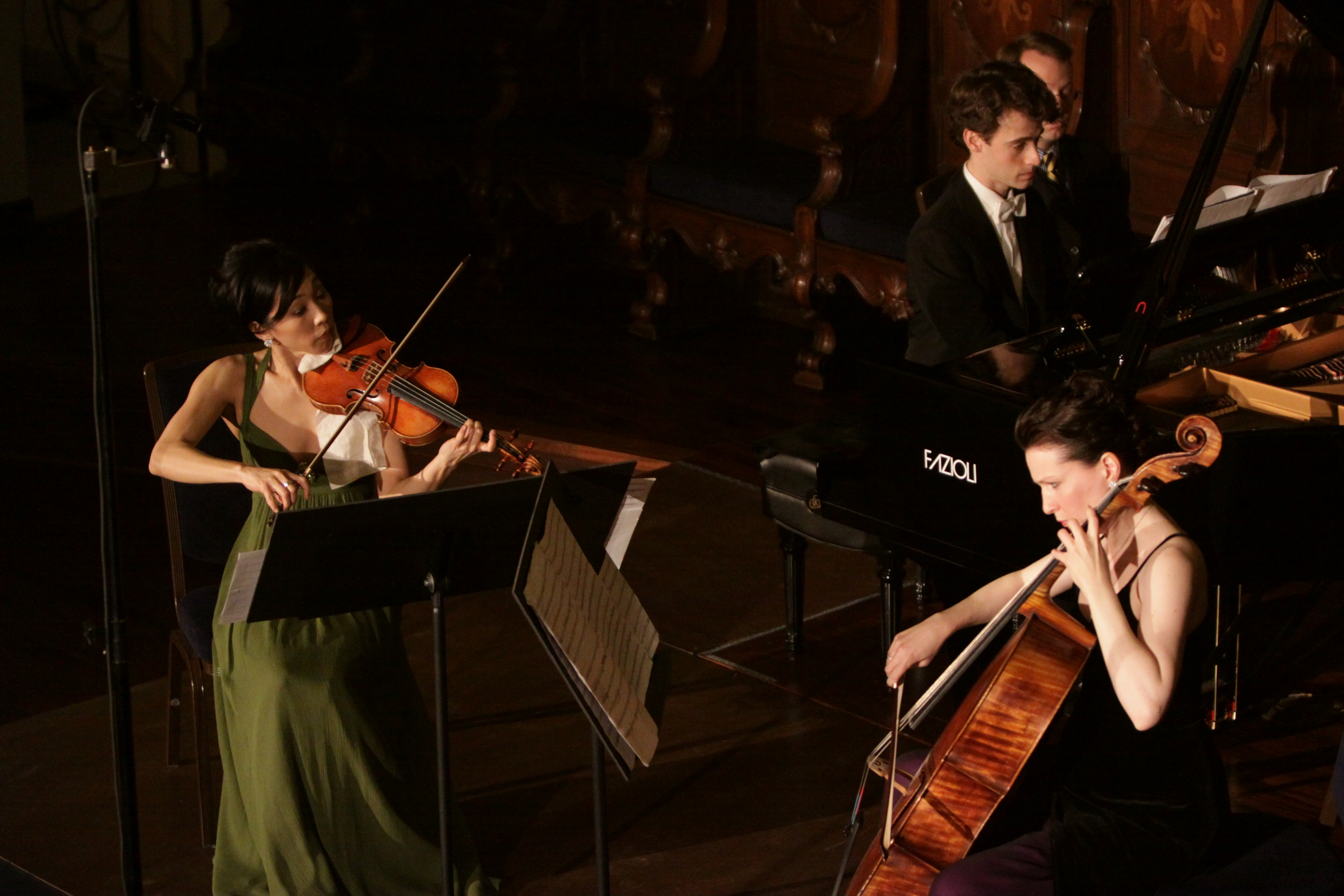
Beethoven Project Trio, piano, violon et violoncelle.

- Beethoven Project Trio, piano, violon et violoncelle.un ensemble de trois chanteurs ou instrumentistes,
- une écriture musicale à trois parties solistes, avec ou sans accompagnement,
- une œuvre de musique de chambre pour trois musiciens de genre et de forme très variés.

Le mot italien terzetto est parfois employé pour désigner un trio particulièrement dans un opéra ou en musique de chambre.

## Ensemble musical

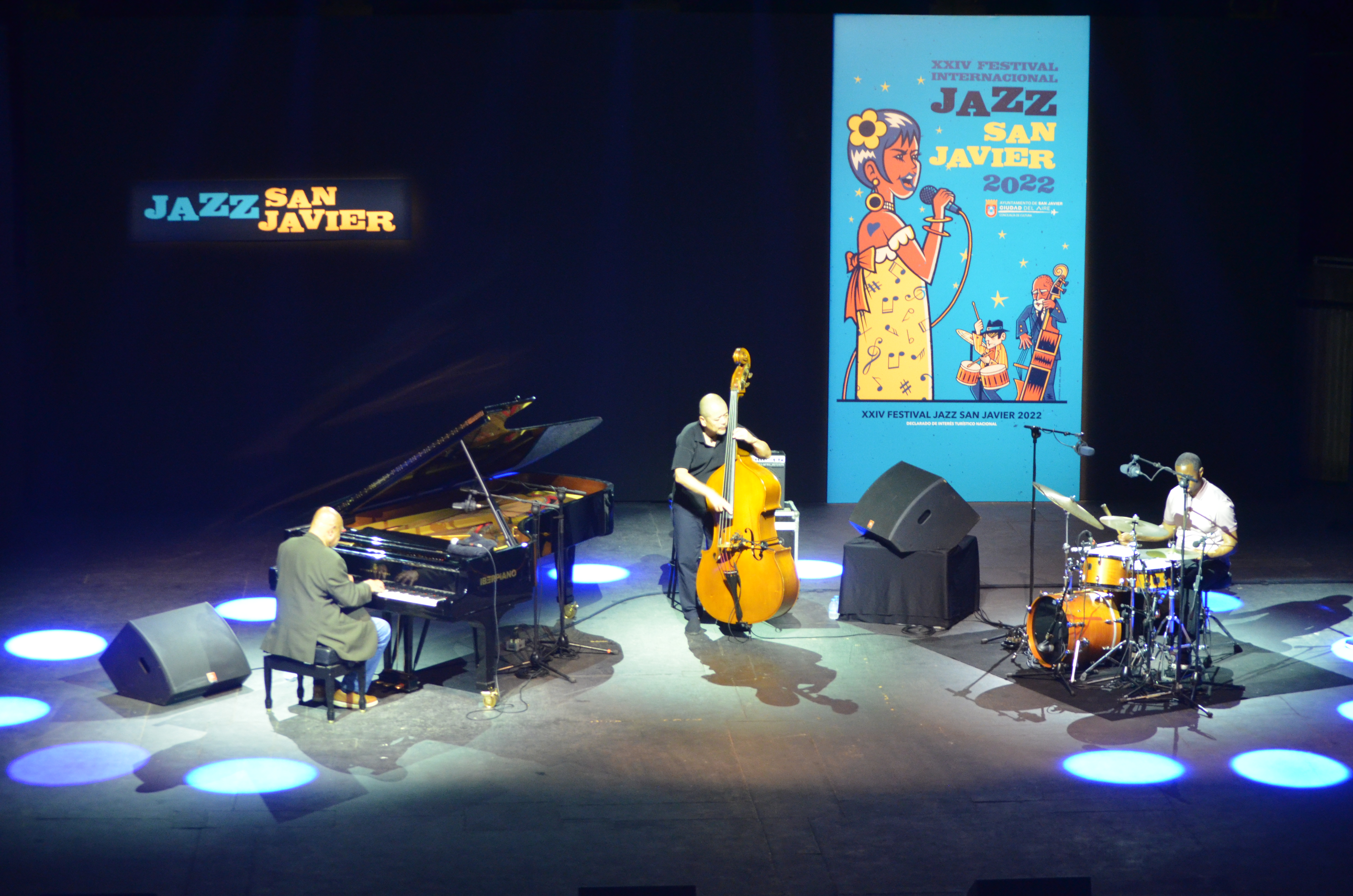
Kenny Barron Trio, un trio de jazz avec un piano, une contrebasse et une batterie.

Un trio est tout d'abord un ensemble musical composé de trois musiciens, ou de trois groupes de musiciens — c'est-à-dire, trois pupitres.
Par exemple, un pianiste, un violoniste et un violoncelliste jouant ensemble, forment un trio.
Dans le rock, l'archétype du trio est la formation « guitare, basse, batterie », le chant étant assuré par l'un ou l'autre des musiciens. On parle alors de power trio. Mais il existe d'autres formations possibles, par exemple Emerson, Lake and Palmer, où la guitare est remplacée par un clavier. Parmi les trios de rock les plus célèbres se trouve The Jimi Hendrix Experience.
Le trio se retrouve également dans le jazz, où il prend souvent la forme d'une formation comprenant batterie, contrebasse et piano.

## Genre musical
Un trio est également un genre musical destiné à ce type de formation. Il désigne alors une pièce musicale à trois parties simultanées, destinée à être interprétée par trois solistes, avec ou sans accompagnement.
- Dans la musique des XVIIe et XVIIIe siècles, il arrive qu'un trio désigne aussi une pièce à trois voix, toutes jouées par un seul instrumentiste: J.-S. Bach a écrit six "sonates en trio" pour l'orgue seul. Enfin, une troisième configuration est possible: un instrument mélodique jouant une partie et un instrument à clavier en jouant deux. (À quoi il faut ajouter une sonate en trio jouée par plus de trois musiciens: deux instruments mélodiques et une basse, elle-même tenue par deux, trois ou quatre instruments (clavecin, orgue, théorbe et violoncelle, par exemple).
- Dans la musique classique, et plus précisément, la musique de chambre, le mot désigne une sonate pour trois instruments. Les formes de trios les plus courantes sont le « trio avec piano » (ou « trio à clavier ») — piano, violon et violoncelle — et le « trio à cordes » — violon, alto et violoncelle.
- Toujours en musique classique, ce mot fait également référence à la partie centrale d'une pièce de forme ternaire — ABA. Ce sens est à l'origine du « menuet et trio » — ou du « scherzo et trio » — qui constitue souvent le troisième mouvement d'une symphonie, d'une sonate ou d'une œuvre apparentée.
- Dans le même ordre d'idées et d'une manière générale, un trio est la partie centrale d'une Forme musicale à da capo comme toutes sortes de marches, quadrilles, galops et certaines valses.

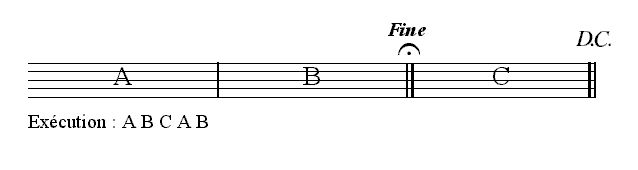
La partie C est souvent appelée Trio

## Sources